# Залив Королевы Шарлотты (Новая Зеландия)
Зали́в Короле́вы Шарло́тты или Куин-Шарлотт (англ. Queen Charlotte Sound, маори Tōtaranui) — самый восточный из основных заливов Мальборо, находящийся на Южном острове в Новой Зеландии (регион Марлборо).

## Описание

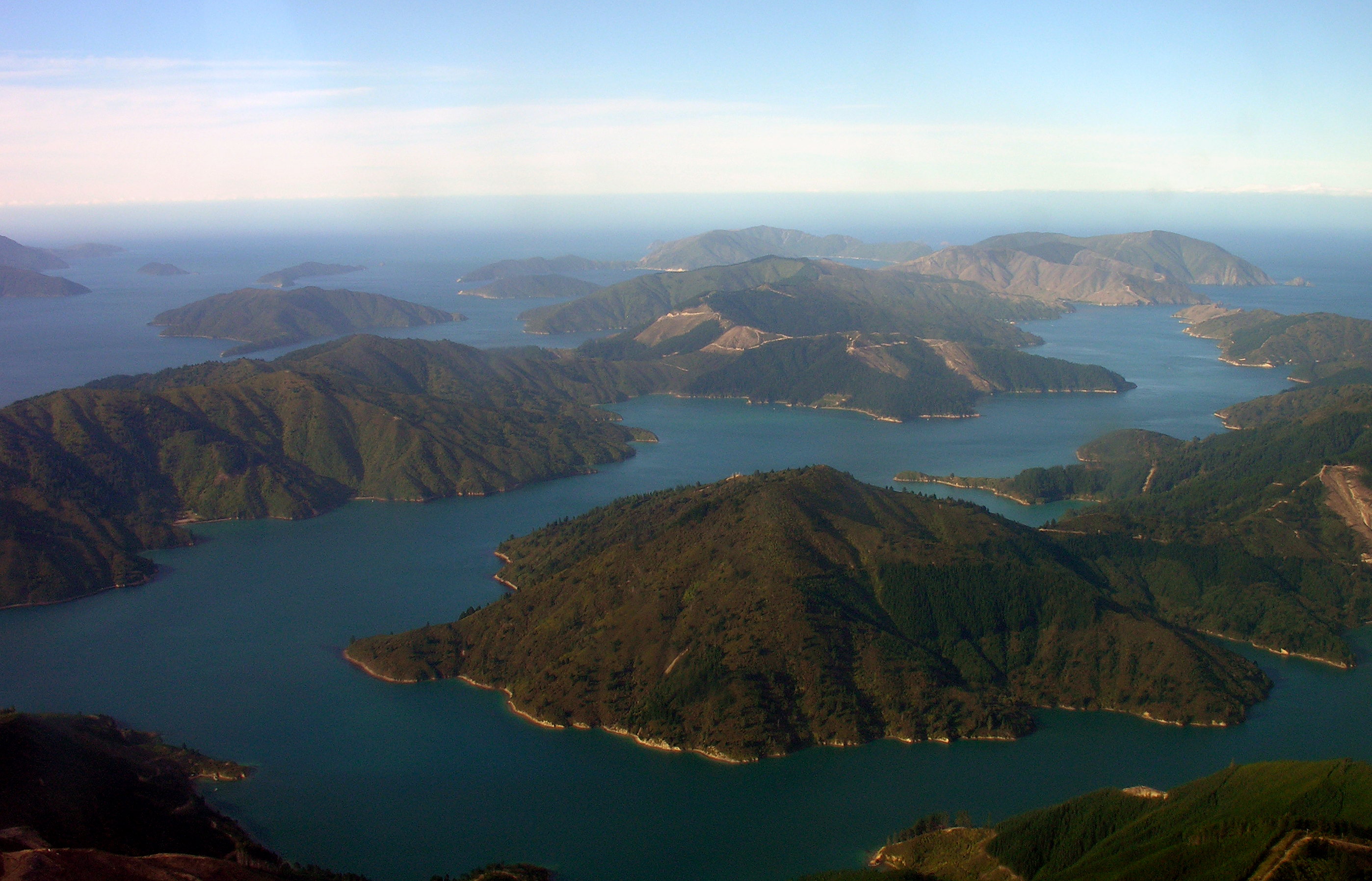
Пролив Тори, главный рукав залива

Город Пиктон находится недалеко от начала залива. Другие населённые пункты залива Королевы Шарлотты небольшие и изолированные друг от друга. Из-за суровой природы побережья доступ на многие из них осуществляется только при помощи лодок.
К востоку от залива лежат остров Арапава и канал Тори. Для связи залива Королевы Шарлотты и канала Тори с Пиктоном и Веллингтоном используются паромы.
Параллельно заливу Королевы Шарлотты к северо-западу от него расположен залив Кенепуру, рукав Пелоруса, один из основных заливов Марлборо. Расстояние между заливами в местах сближения составляет около сотни метров, заливы разделены цепочкой высоких холмов. Неудивительно, что один из населённых пунктов залива называется Портэдж (англ. Portage — «волок»). Такое название он получил в честь самого простого метода перехода из одного из заливов в другой.
Этот район был базой для китобойных промыслов на протяжении всего XIX и начала XX веков.
Из-за спокойной воды залив Королевы Шарлотты пользуется большой популярностью для плавания. Многие корабли потерпели крушение около входа в залив. Одним из таких кораблей является советский круизный лайнер «Михаил Лермонтов», затонувший в 1986 году в заливе Порт-Гор.